# Refuge de l’Étang d’Araing
Das Refuge de l’Étang d’Araing ist eine Schutzhütte der Sektion Montagnards Ariégeois des Club Alpin Français in den Pyrenäen, gelegen in 1965 m Höhe auf dem Gemeindegebiet von Sentein, im äußersten Südwesten des Département Ariège am Fuß des Pic du Crabère, am Fernwanderweg GR 10.

## Beschreibung
Das Refuge de l’Étang d’Araing ist ungefähr vom 1. Juni bis zum 30. September bewartet und bietet in dieser Zeit einen Restaurantbetrieb und 52 Übernachtungsplätze an. Von hier ist der Normalweg auf den Pic du Crabère am einfachsten zu erreichen. Die Hütte liegt auch auf dem Fernwanderweg GR 10 und der grenzüberschreitenden Runde Pass’aran. Weitere mögliche Aufstiegsrouten führen auf den Pic de l’Har, den Pic de Serre-Haute, den Pic de Maubermé und zu dem ehemaligen Bergwerk Mines de Bentaillou. Außerdem ist ein Übergang nach Spanien über die Pässe Portillon d’Albe und Port de la Hourquette möglich. In der nicht bewarteten Zeit sind 12 Übernachtungsplätze verfügbar.

## Zugang
Die zwei üblicherweise gewählten Zugangsrouten führen durch das Vallée du Lez oder folgen dem GR 10.
- Von Sentein zunächst dem Vallée du Lez folgend, wird ab Le Pont weiter durch das Tal des Isard (Vallée de l’Isard) aus östlicher Richtung zur Hütte aufgestiegen.
- Von Fos über Melles wird die Hütte aus westlicher Richtung über den GR 10 erreicht.

## Geschichte
Das Refuge de l’Étang d’Araing wird in Erinnerung an den Alpinisten Jacques Husson auch als Refuge Jacques Husson bezeichnet. Als Vorsitzender der Baukommission des Club Alpin Français unterstützte und beschleunigte der später nach einem Lawinenabgang in den Bergen verschollene Husson den Bau der ersten bewarteten Berghütte im Département Ariège. Das durch den Architekten Jean Bordes entworfene Projekt kostete 880.000 Francs und wurde 1976 innerhalb eines Jahres umgesetzt. Die Einweihung erfolgte am 10. Juli 1976 in Anwesenheit der Familie von Jacques Husson, der wenige Monate vorher verschollen war. Das Refuge wird vom Club Alpin Français des Montagnards Ariégeois  verwaltet.